# Andrea Voßhoff

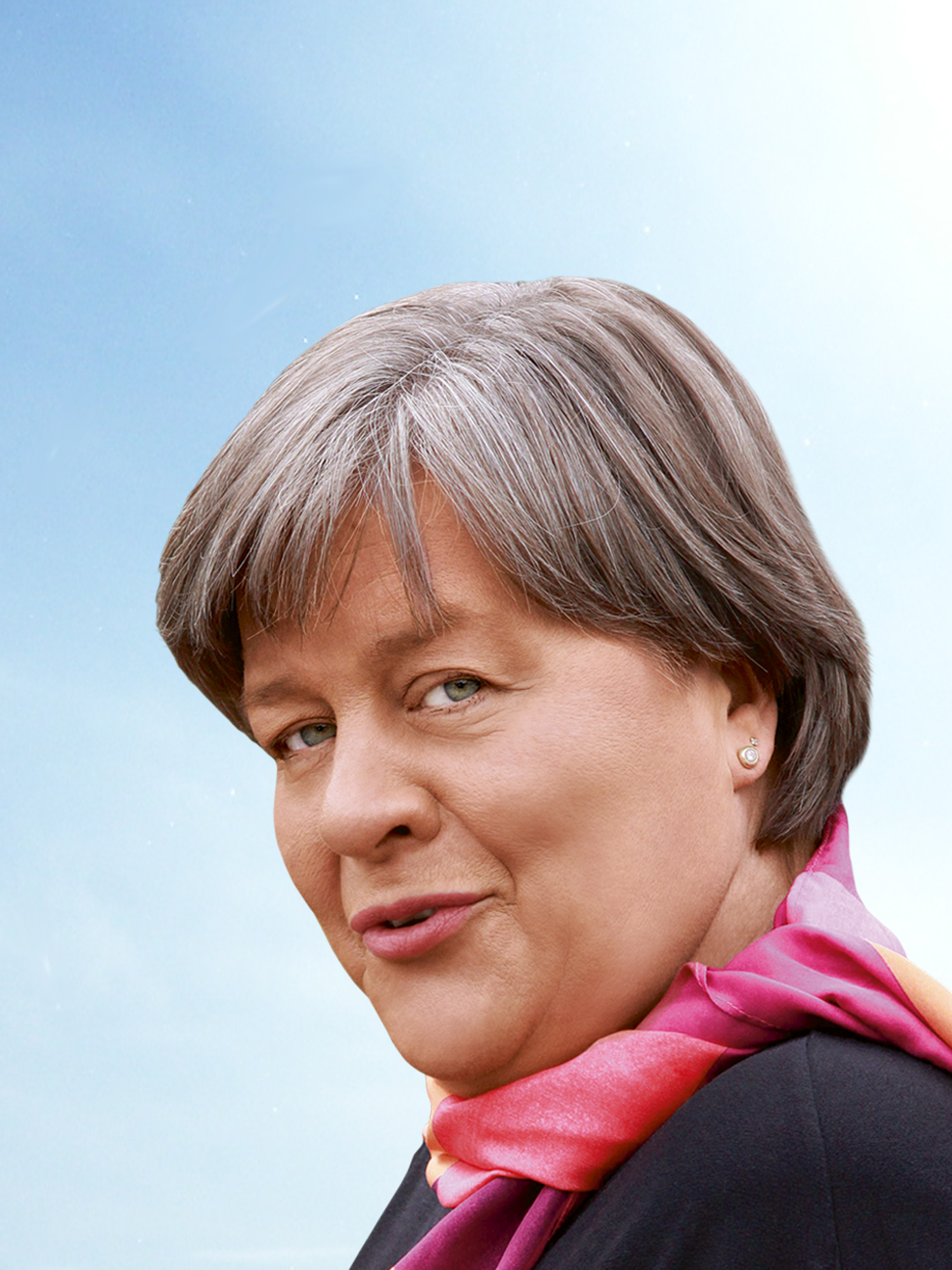
Andrea Voßhoff (2009)

Andrea Astrid Voßhoff (* 31. Juli 1958 in Haren (Ems), Landkreis Meppen) ist eine deutsche Politikerin (CDU). Sie war von 1998 bis 2013 Mitglied des Deutschen Bundestages und vom 6. Januar 2014 bis 5. Januar 2019 Bundesbeauftragte für den Datenschutz und die Informationsfreiheit (BfDI).

## Leben und Beruf
Andrea Voßhoff stammt aus einer Schifferfamilie. Nach dem Abitur 1977 in Meppen absolvierte sie ein Studium der Rechtswissenschaft an der Westfälischen Wilhelms-Universität in Münster und der Universität Lausanne, das sie 1984 mit dem ersten juristischen Staatsexamen beendete. Nach dem Referendariat legte sie 1987 das zweite Staatsexamen ab. Anschließend war sie von 1988 bis 1991 als Rechtsanwältin tätig.
1991 kam sie mit ihrem Ehemann nach Rathenow, wo dieser ein Notarbüro eröffnete, dessen Bürovorsteherin sie bis 1998 war.
Voßhoff ist verheiratet und katholisch.

## Partei
Andrea Voßhoff trat 1986 in die CDU ein und war von 1996 bis 2000 Landesvorsitzende der Mittelstands- und Wirtschaftsvereinigung (MIT) der CDU/CSU in Brandenburg. Von 1997 bis 2007 war sie stellvertretende Vorsitzende des CDU-Kreisverbandes Havelland und von 1999 bis 2005 auch stellvertretende Landesvorsitzende der CDU Brandenburg.

## Abgeordnete
Andrea Voßhoff gehört seit 2003 der Stadtverordnetenversammlung von Rathenow an und ist dort Vorsitzende des Ausschusses für Wirtschaft und Finanzen. Seit September 2008 ist sie Vorsitzende des Ausschusses für Wirtschaft der Stadt Rathenow. Von 2008 bis zum Jahr 2010 war sie auch Mitglied des Kreistages Havelland.
Nach der Bundestagswahl 1998 zog sie in den Deutschen Bundestag ein und wurde hier Mitglied im Rechtsausschuss. Ab dem 20. April 2010 war Voßhoff rechtspolitische Sprecherin der CDU/CSU-Bundestagsfraktion und Vorsitzende der „Arbeitsgruppe Recht“. Ferner war sie eines von zwölf Mitgliedern des Wahlausschusses, der damals noch die Hälfte der Richter des Bundesverfassungsgerichts direkt bestimmte.
Voßhoff zog stets über die Landesliste Brandenburg in den Bundestag ein. Bei der Bundestagswahl 2013 unterlag sie in ihrem Wahlkreis wiederum Frank-Walter Steinmeier, dem Vorsitzenden der SPD-Bundestagsfraktion. Diesmal kam die Landesliste nicht zur Anwendung, weil die CDU zu viele Direktmandate in Brandenburg gewonnen hatte. Somit wäre sie nun erste Nachrückerin aus ihrem Bundesland gewesen, jedoch ist ein Bundestagsmandat mit der Tätigkeit als Datenschutzbeauftragte unvereinbar. Katherina Reiche erklärte zum 4. September 2015 ihren Verzicht auf die Mitgliedschaft im Deutschen Bundestag. Voßhoff nahm wegen der Unvereinbarkeit ihrer Position mit der Mitgliedschaft im Deutschen Bundestag ihr Mandat nicht an. Da die Landesliste erschöpft war, blieb der Platz unbesetzt.

## Beauftragte für den Datenschutz und die Informationsfreiheit
Am 19. Dezember 2013 wurde Andrea Voßhoff als neue Bundesbeauftragte für den Datenschutz und die Informationsfreiheit vom Deutschen Bundestag gewählt.
Am 4. Februar 2014 wurde Voßhoff von Innenminister Thomas de Maizière in ihr Amt eingeführt. Zwei Tage zuvor hatte sich (nach der Wahl dieses Bundestages im September 2013) eine große Koalition (Kabinett Merkel III) gebildet.
Voßhoff folgte damit dem aus dem Amt scheidenden Peter Schaar. Ihre Ernennung wurde von Datenschützern kritisiert; sie habe in ihrer Zeit als Bundestagsabgeordnete für mehrere datenschutzrechtlich umstrittene Gesetzesvorhaben wie die Vorratsdatenspeicherung, das Zugangserschwerungsgesetz, die Online-Durchsuchung und das ACTA-Abkommen gestimmt. Von mehreren Seiten wurde gemutmaßt, dass Voßhoff nach ihrem verpassten Wiedereinzug in den Deutschen Bundestag versorgt werden sollte. Die Bilanz nach ihrer 100-Tage-Frist fiel in den Medien überwiegend negativ aus. Constanze Kurz, Sprecherin des Chaos Computer Club, bezeichnete die Bilanz ihres ersten Amtsjahres als „desaströs“.
Im August 2016 urteilte Andre Meister von netzpolitik.org hingegen: „Diese Kritik [welche die Datenschutzbeauftragte verfasste] ist an Deutlichkeit kaum zu übertreffen. Die sonst eher blasse Andrea Voßhoff verpasst BND und Kanzleramt eine juristische Ohrfeige nach der anderen.“
In ihrer Amtszeit kam es zu einer Personalverdopplung bei der Datenschutzbehörde. Von 2014 bis 2018 war sie Mitglied im Rat für Informationsinfrastrukturen. Von Juli 2018 bis Januar 2019 war Voßhoff Mitglied der Datenethikkommission der Bundesregierung.
Die Amtszeit von Voßhoff als Datenschutzbeauftragte endete zu Beginn des Jahres 2019. In einer Rückschau auf die Amtszeit von Voßhoff erneuerte Constanze Kurz auf netzpolitik.org ihre Kritik, indem sie der scheidenden Bundesdatenschutzbeauftragten eine mangelnde Sichtbarkeit in öffentlichen Debatten attestierte, obwohl in Voßhoffs Amtszeit datenschutzrechtlich relevante Ereignisse wie das Inkrafttreten der DSGVO oder der Streit um den Staatstrojaner fielen. Nachfolger ist der SPD-Politiker Ulrich Kelber.